# 澳門交通
澳門的交通工具主要由陸路、水路和航空交通所組成。澳門佔地雖小，但其陸路交通的道路網絡和其他大城市一樣建有公路、橋樑和隧道等。由於道路設計問題，交通擠塞和汽車流量過大等都是存在已久的交通問題。
澳門的陸路交通以公車、計程車、私家車和摩托車為主，另外富有特色的人力三輪車仍在路上行駛。澳門輕軌氹仔線在2019年12月通車，是澳門首個鐵路運輸系統。

## 歷史
澳門早期的代步工具是中國傳統的轎和葡式軟轎(轿)，但對當時一般人來說這只是社會名流的象徵。第二次世界大戰後，收費相宜的人力車出現，成爲了主流交通工具。當單車流行後，三輪車應運而生。三輪車大約在1948年引入澳門，不久即取代人力車及單車成為澳門的主要交通工具。三輪車的高峰時期，全澳有超過七百輛，三輪車站亦近百。
直到1925年，澳門出現街坊車（即早期的公共汽車）。昔日有兩條主要的行車路線，一條是從火船頭街至媽閣廟，另一條則由十月初五街至關閘。1927年，岐關公司在澳門設立並包辦全澳門的公車服務，1948年由福利巴士（新福利巴士前身）接辦，1974年10月，嘉樂庇總督大橋正式通車，澳門半島、氹仔島、路環島交通連成一片，1975年1月，福利巴士公司更從英國購入的雙層巴士正式行走於澳門半島與離島之間。

## 陸路運輸

### 道路
澳门行驶道路总长度为287.31公里，道路设计分：大马路（主干道）、一般马路和服务性马路。而澳门的道路是靠左行駛。

### 巴士

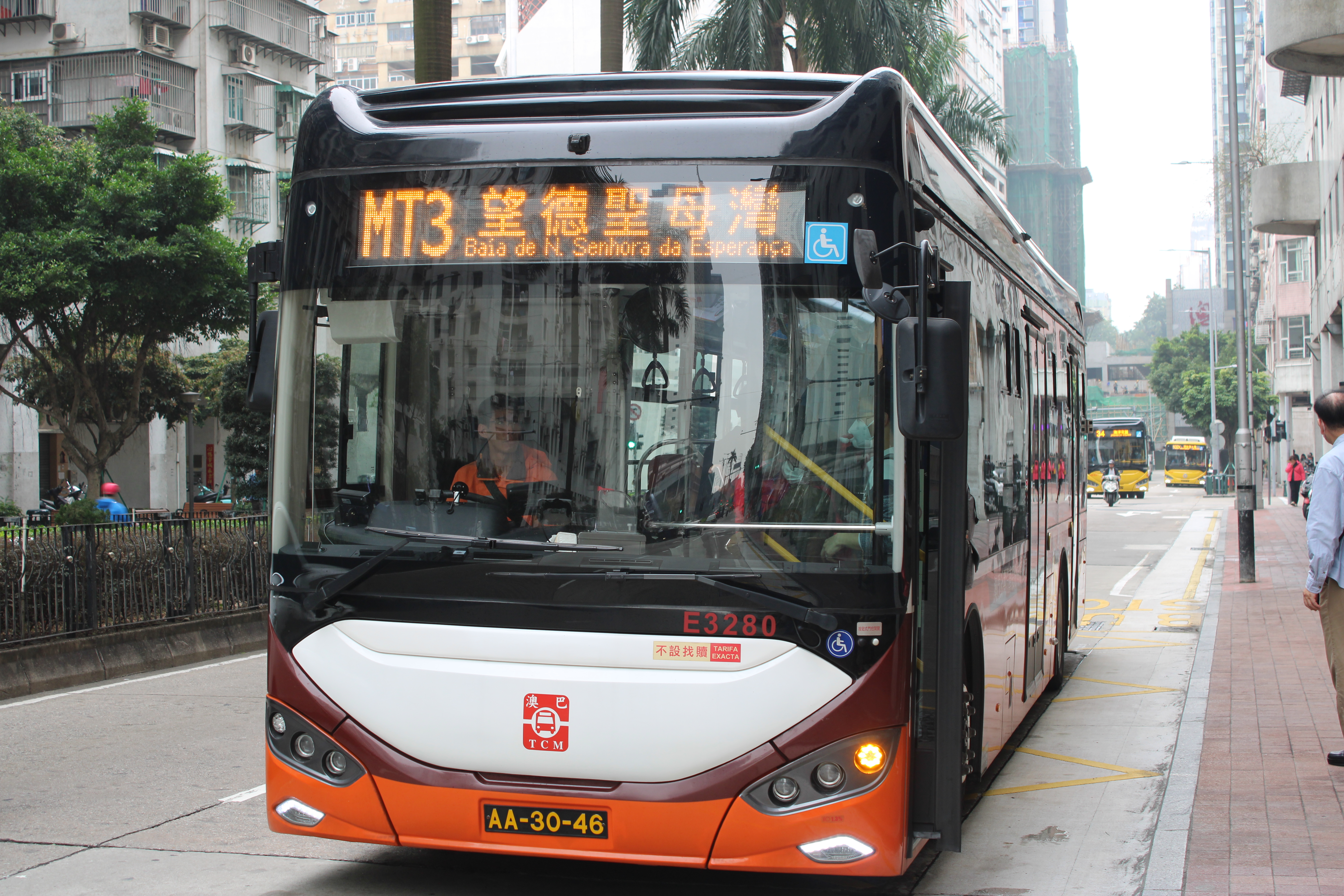
澳巴

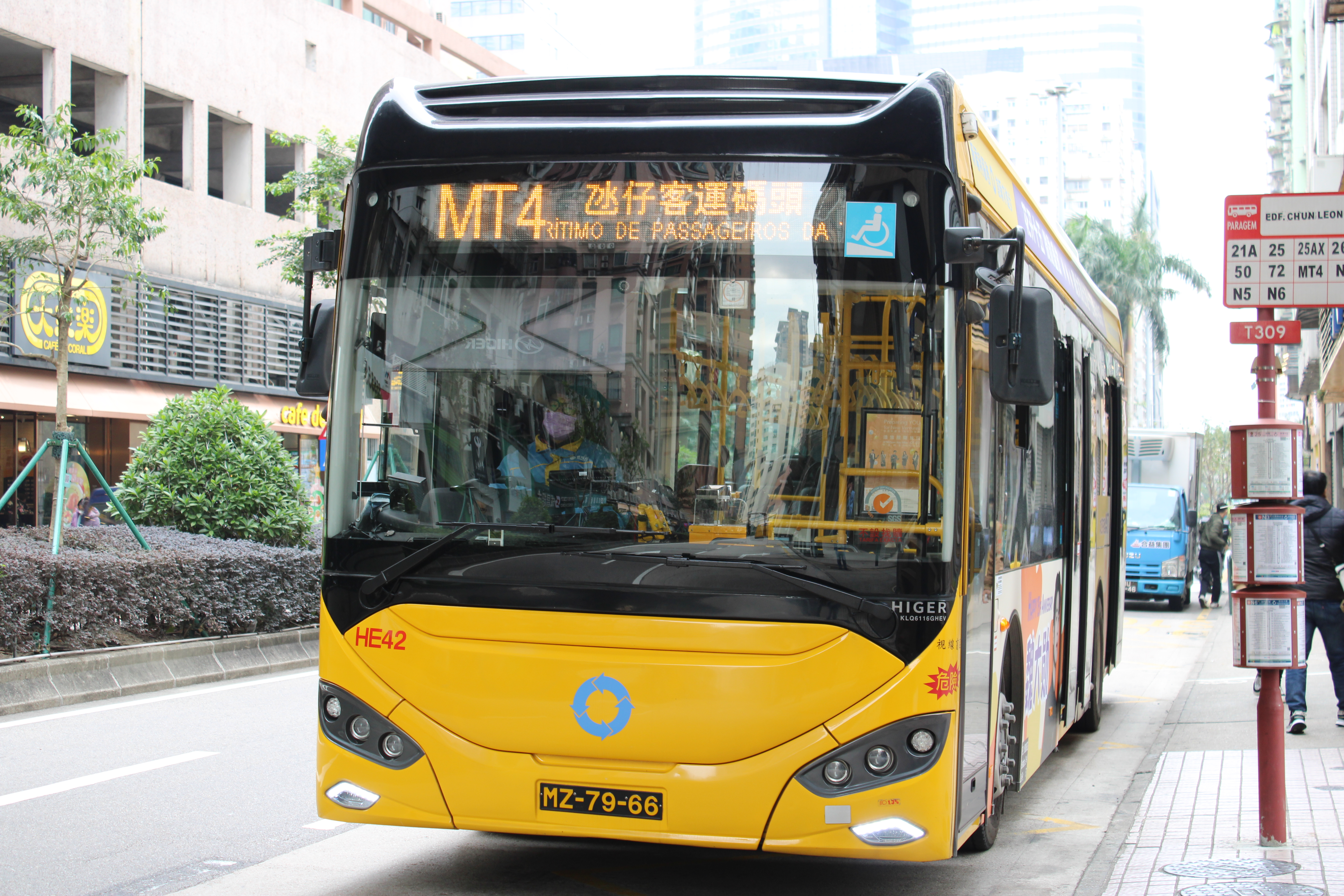
新福利

澳門現在共有兩間巴士公司，分別為澳巴及新福利。澳門公共巴士路線可分為：
- 日間路線：大部份路線服務時間為06:00-00:00
- 夜間路線：於00:00-06:00提供服務的巴士路線[1]
- 24小時服務路線：每天不間斷提供服務之巴士路線

兩間巴士公司的車費統一由原本2008年12月起，每程收費由澳門幣2.8圓至6.4圓不等，澳門市區線為3.2圓，澳門氹仔線為4.2圓，澳門路環線為5.0圓，澳門黑沙線為6.4圓，氹仔或路環區內為2.8圓。乘客使用澳門通卡付費有折扣優惠以至路線轉乘，澳門市區、氹仔或路環區內線一律為2.0圓，澳門氹仔線為2.5圓，至於澳門路環及黑沙線為3.0圓，亦有三條免費接駁路線，主要在大賽車期間營運。2018年4月21日起，全澳巴士收費統一至6.0圓，因有澳門政府資助公交出行，使用澳門通及澳門錢包乘車碼收費為3.0圓（一般路線）／4.0圓（有X字的路線）。
2023年8月11日，資助延伸至聚易用＋（聚易用旗下的電子支付工具乘車碼）。2024年4月25日起，“乘車碼”功能開放供支付寶（中國大陸版或香港版）、綁定非本地發行銀聯卡的銀聯雲閃付使用；2024年9月24日起擴展至微信支付的搭車碼小程序（中國大陸版或香港版）使用；2024年12月4日接受帶有“交通聯合”標誌的全國通卡拍卡支付車資，境外移動支付乘車碼及非澳門發行的全國通卡不設車資優惠及轉乘優惠。
蓮花口岸專線為澳門唯一一條由岐關及澳巴聯營之跨境路線。使用現金或任何種類之澳門通卡，均收取6.0圓。不提供車資優惠。2020年8月18日，蓮花口岸搬遷至橫琴口岸澳門口岸區後停止服務，由兩間巴士公司聯營的701X路線取代。
澳門六家博彩企業及部份酒店提供往返關閘邊檢大樓、港珠澳大橋澳門邊檢大樓、外港客運碼頭、氹仔客運碼頭、澳門國際機場等免費接駁巴士。該種接駁巴士只停靠指定站點。
跨境巴士方面，分為跨境通勤巴士（通琴號及橫琴號）和跨境直通巴士，其中往返香港至澳門的跨境直通巴士於2018年10月24日即港珠澳大橋開通日起正式開辦，直達香港市區及澳門市區內的大型渡假村酒店，2023年8月30日起更開辦往返香港國際機場海天中轉大樓至港珠澳大橋澳門邊檢大樓的中轉巴士。此外，更設有兩條往返中山市或廣州市的跨境直通巴士分別往返澳門市區或上葡京。而橫琴-澳門跨境通勤專線作為中國首條跨境辦公客運和通勤專線，往返廣東省橫琴粵澳深度合作區和澳門跨境辦公及通勤的客運專線，現分為通琴號跨境通勤線和“橫琴號”-琴澳民生專線，兩者分別由橫琴粵澳深度合作區城市規劃和建設局或民生事務局管理。

### 計程車

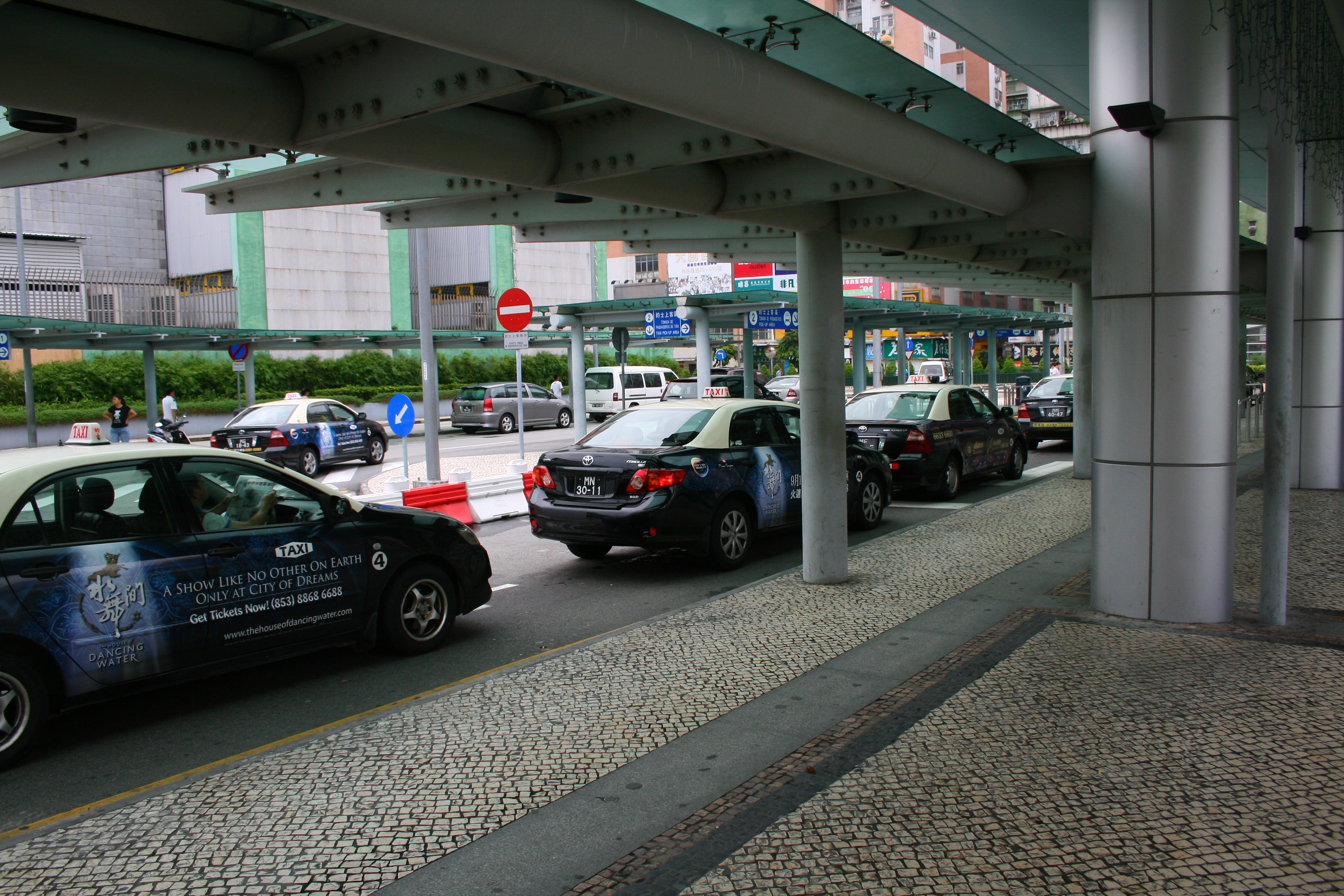
澳門計程車

澳門普通的士顏色為黑色，載客量由4人至6人不等，但大多數為4人。特別的士由澳門電召的士服務股份有限公司營運，是澳門特別行政區唯一一間專營特別的士的承批公司，需通過電話或手機應用程式預約。
收費方面，首1600米21圓，以後每220米一跳收費2圓，停車候客每55秒收費2圓，如有大件行李，每件加收3圓，由澳門半島或氹仔前往路環會收取附加費，由澳門大學橫琴校區計程車站上車加收5圓附加費，由氹仔客運碼頭、橫琴口岸澳門口岸區、澳門國際機場和港珠澳大橋澳門邊檢大樓計程車站上車加收8圓附加費；澳門電召的士服務股份有限公司旗下的特別的士（藍的）即時電召費為5圓。

### 人力三輪車

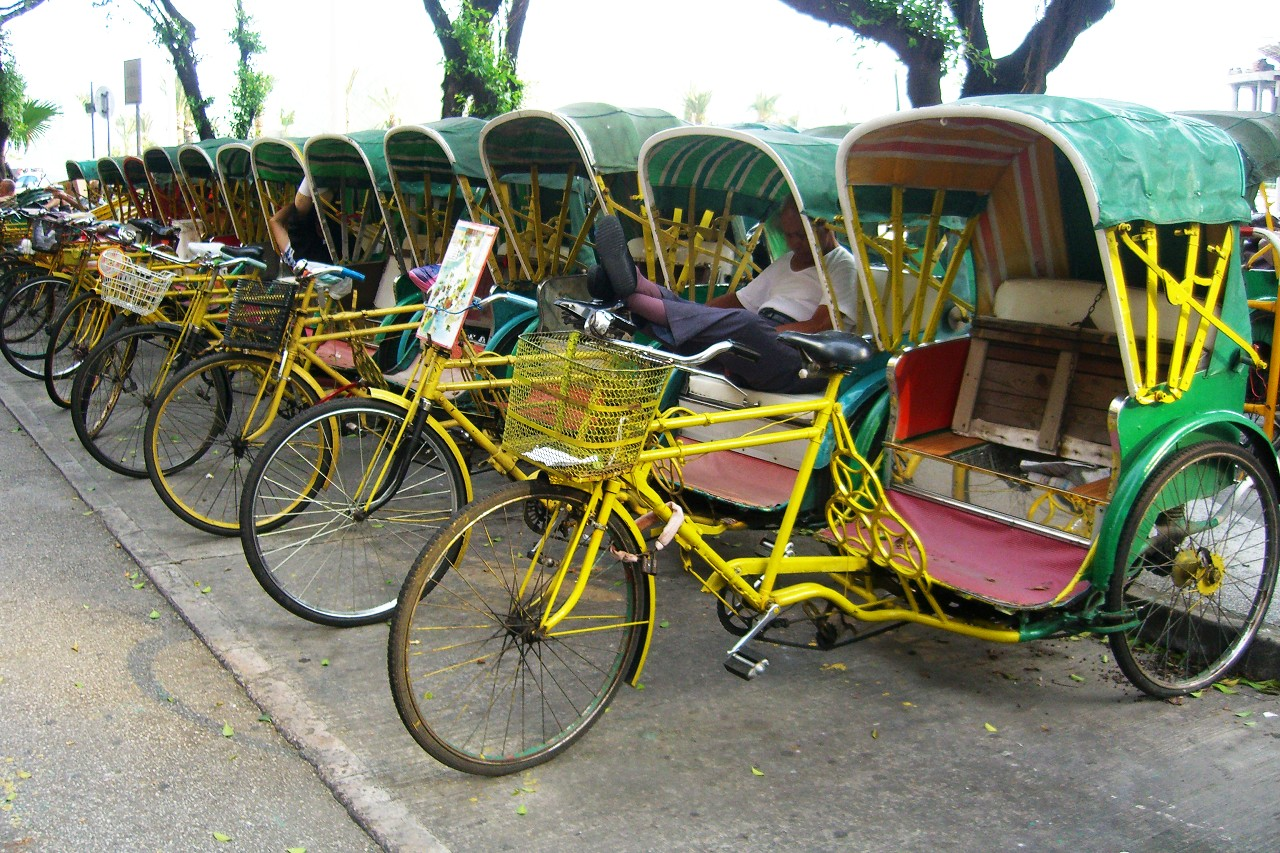
人力三輪車

人力三輪車是澳門富特色的交通工具，在外港碼頭和葡京酒店處設有人力車站。通常每小時包車費為澳門幣150圓，由澳門外港客運碼頭到觀音像約40圓、澳門旅遊塔70圓、議事亭前地80圓、到觀音堂或媽閣廟約100圓。

### 步行系統
步行系統為交通事務局於2008年完成短途交通系統可行性規劃研究中提到，建議以短途交通系統連接未來的輕軌站和人口量高的地區，並提出「綠色出行」、「公交優先」，鼓勵以步行方式出行，以構建輕軌系統為主幹，公共巴士及的士為基礎，自動步行系統為輔助。各步行系統分佈在澳門半島、氹仔島及路氹城。

## 鐵路運輸

澳門輕軌正在運行或興建的路綫路線圖

### 重型鐵路
廣珠城軌珠海站與澳門僅一關之隔，目前可直通廣州、北京、成都、桂林、昆明、梅州等地。珠機城際鐵路橫琴站與橫琴口岸連接，往返珠海市區及金灣區包括珠海金灣機場。

### 輕軌系統
澳門輕軌氹仔線於2019年12月10日通車營運，並於2023年12月8日延伸至澳門半島媽閣站；石排灣線及橫琴線分別於2024年11月1日及12月2日通車。輕軌系統現時連接澳門半島的媽閣、氹仔島、路氹城、澳門國際機場、氹仔客運碼頭、橫琴口岸及路環石排灣社區等地。
目前正在興建東線，預計2028年建成，2029年通車。。

### 松山纜車

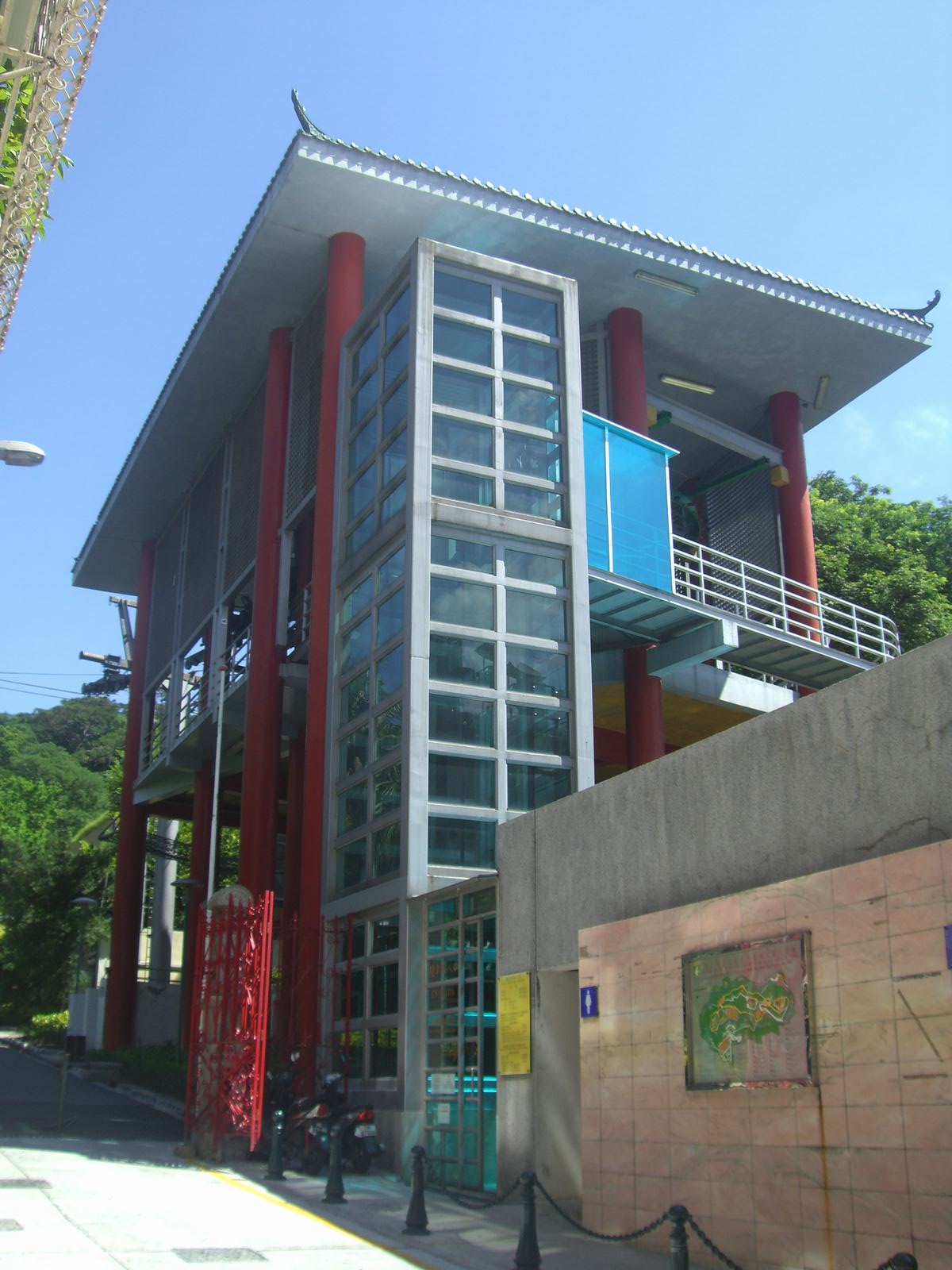
松山纜車站

松山纜車，全長僅186公尺，是全球最短的纜車。松山纜車由二龍喉公園往返東望洋山(松山)，由市政署管理和營運，作為觀光性質之用，遊客可在纜車內飽覽東望洋山一帶的景色。纜車票價：單程澳門幣2圓，來回3圓。開放時間為08:00至18:00(每周一停駛)。

### 永利皇宮觀光纜車

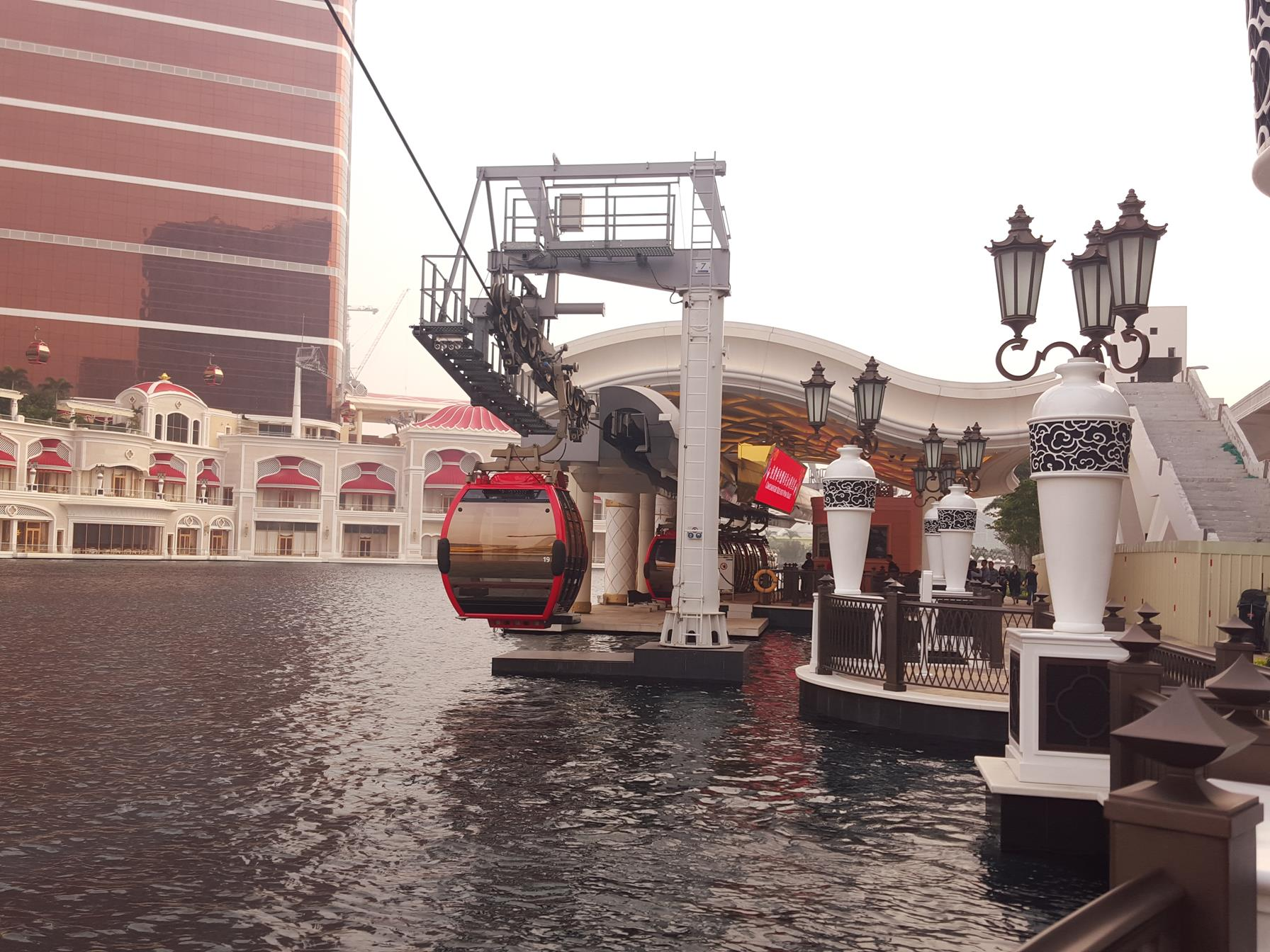
永利皇宮表演湖纜車站

永利皇宮觀光纜車環繞永利皇宮表演湖，免費乘坐。纜車全程約8至10分鐘，全長679米，離地28米高，設34個車廂，可載6人，途中欣賞表演湖的表演。

## 水路運輸

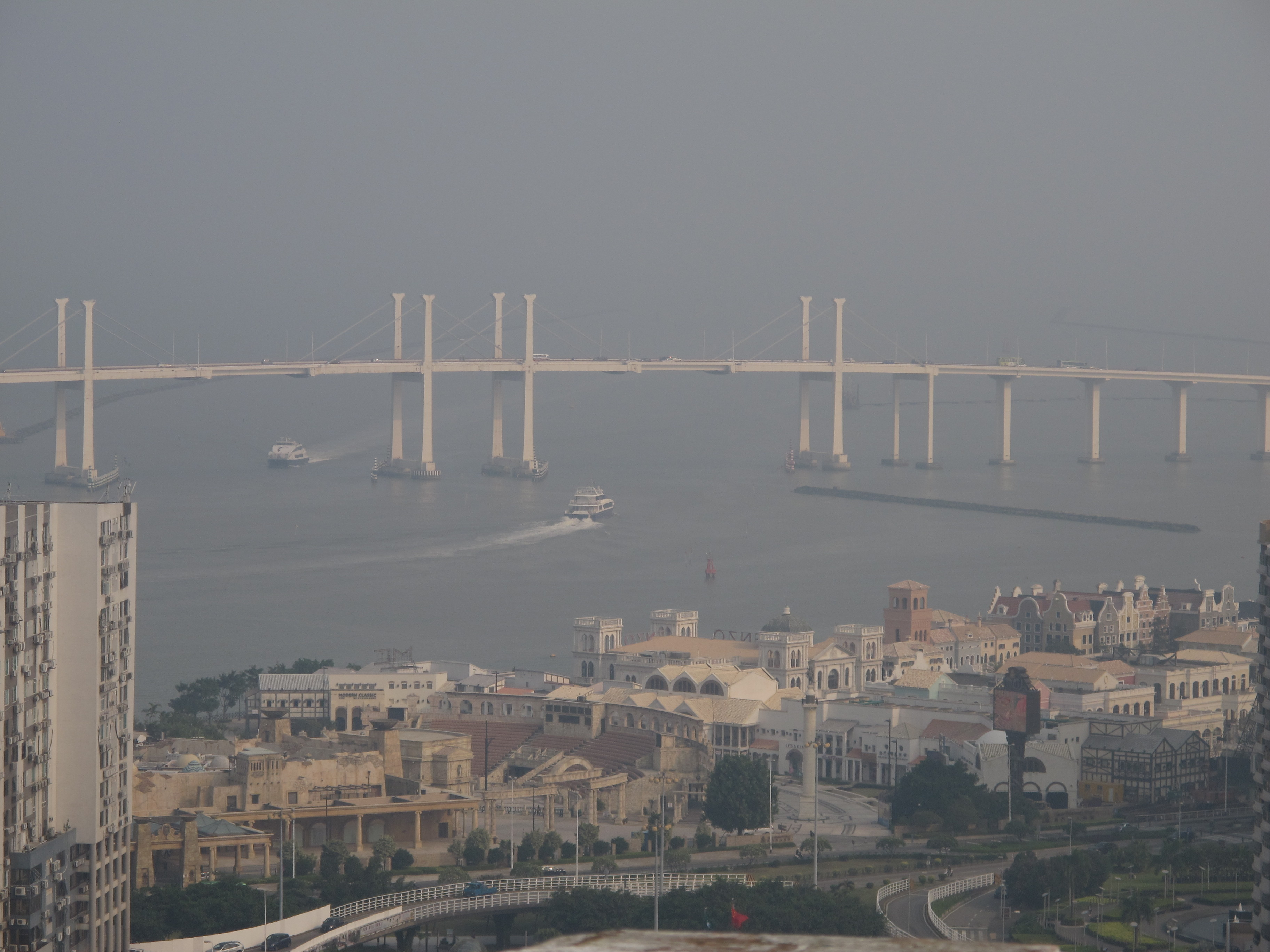
从东望洋山顶望向友谊大桥

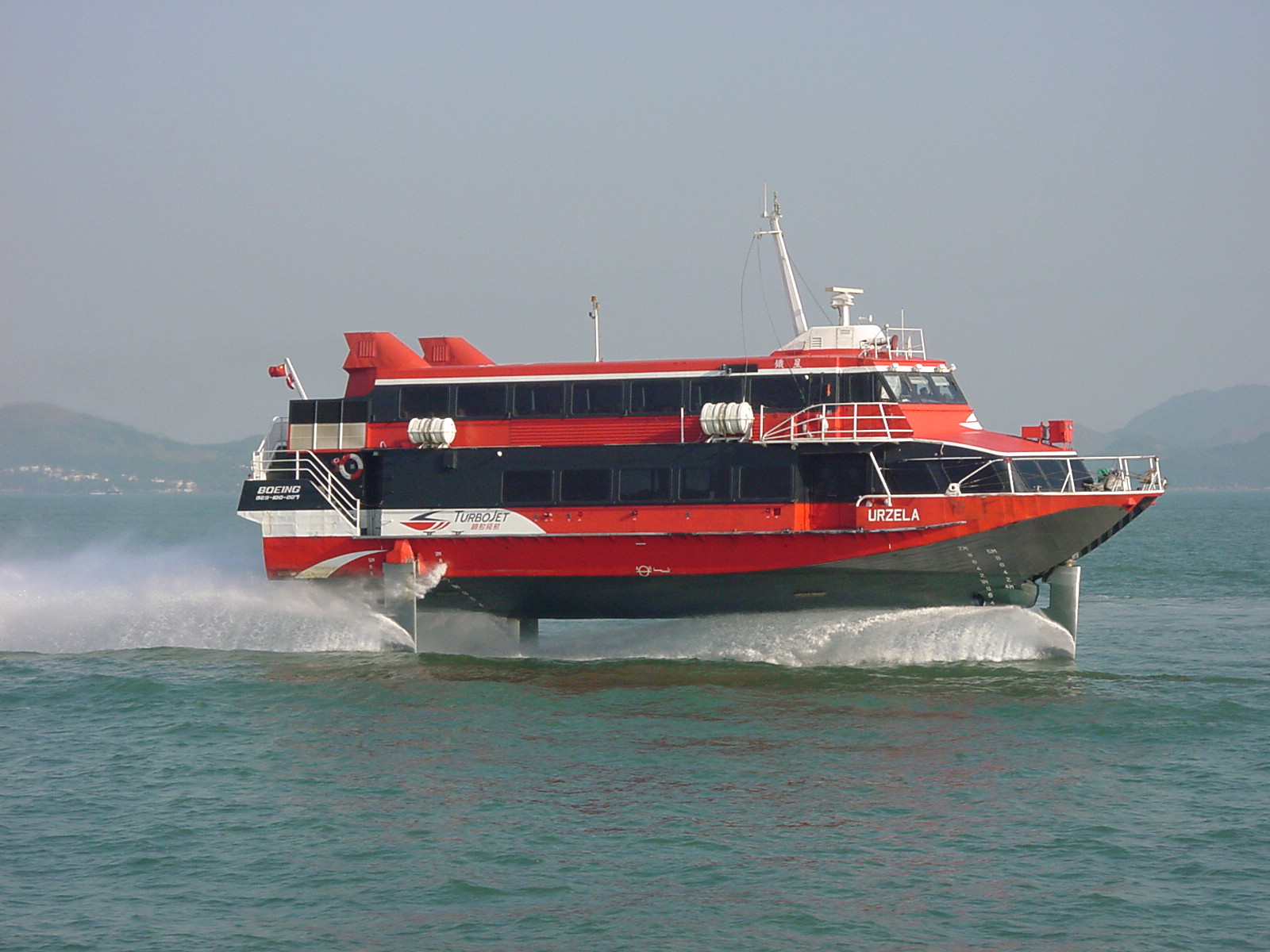
噴射飛航

### 客運

#### 歷史
- 1852年，渣甸洋行把第一艘行走港澳的輪船「皇后號」客輪投入服務。
- 1888年，由港、澳商人合資成立的「省港澳輪船公司」，打破了渣甸洋行壟斷港澳航運的局面。
- 1927年，港澳間的夜航服務由元安公司轄下的「泉州」號正式開始。
- 1937年，泰興公司主辦賭場時，購入新船「天一」號加入航線，又增購「濠江」和「交通」兩艘船行走，方便賭客來往港澳。
- 1962，粵通船務有限公司正式掛牌開業，粵、澳間的客、貨航運是由他經營的，爲早期在澳門設立的中資機構。
- 1964年，3月15日，第一艘水翼船（飛翼船）「路環號」投入港澳線服務。這艘船是由意大利所製造，屬香港信德船務有限公司擁有。5月，港澳飛翼有限公司成立。
- 1975年4月，噴射水翼船正式行走港澳兩地。
- 1980年3月，水翼船「金星」號增設夜航導航系統，作首次夜航。
- 中國實行開放政策，澳門與大陸沿海港口的直接海運聯繫逐漸增強，曾有如下的海運航線：澳門至湛江、海口、上海、深圳、青島、泉州等。[17]
- 1983年9月1日，由海聯輪船有限公司經營的香港九龍至澳門飛翔船航線開始正式通航。
- 1984年11月8日，恢復澳門至珠江、灣仔的輪渡交通，以內港十四號碼頭爲固定碼頭。
- 1988年9月20日，曾開闢了澳門至台灣高雄港的航線，由華澳客輪來往兩地之間，每次可載客360名，航程約24小時。1993年10月4日，來往澳台兩地的“華澳輪”因長期虧蝕停航。[18][19]
- 1996年4月，粵通屬下的澳門至廣州航班停航。[20]

#### 現況

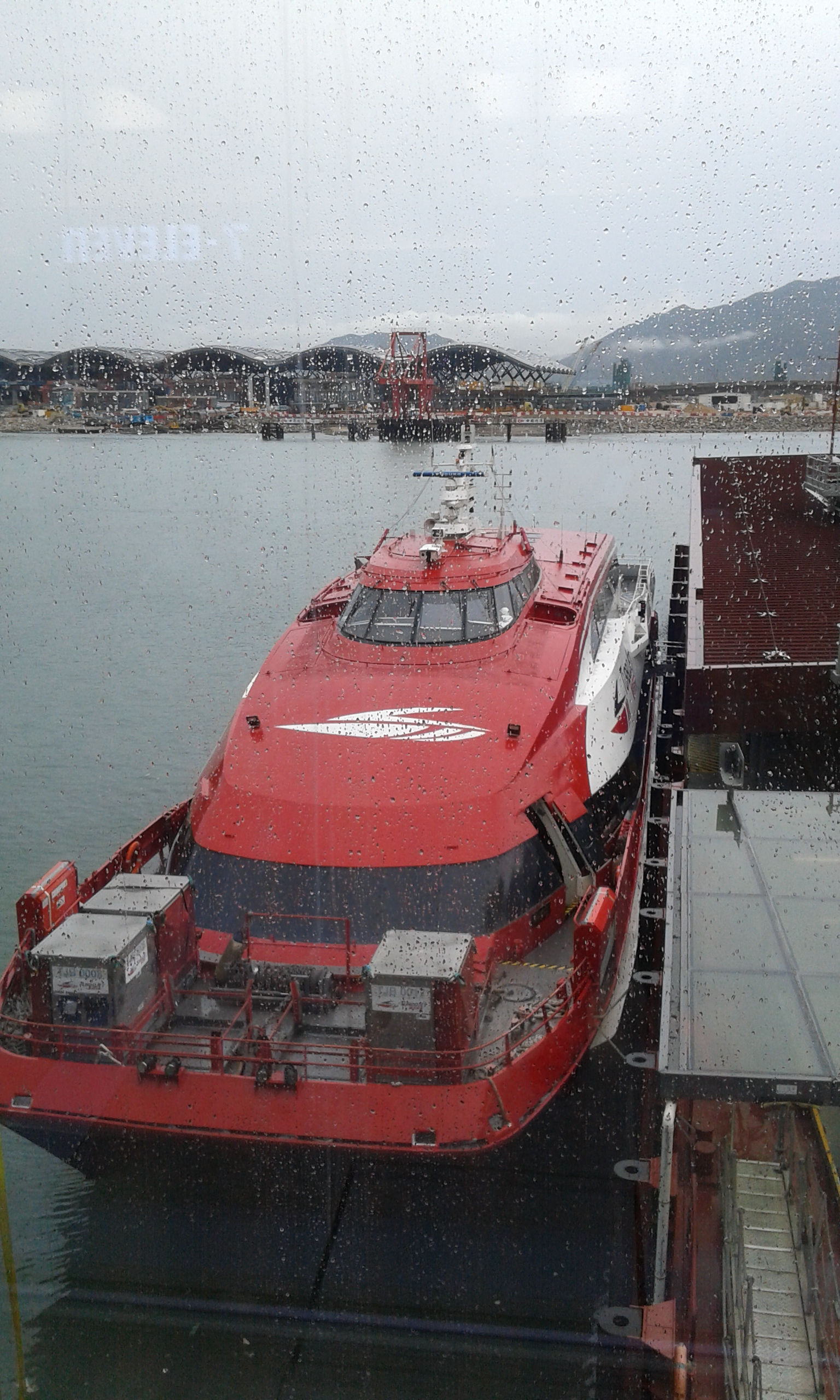
停泊於海天客運碼頭的噴射飛航船隻

現有澳門有兩間船公司提供來往港澳兩地之航班，分別由噴射飛航和金光飛航提供服務。從新口岸外港客運碼頭或氹仔客運碼頭往來香港上環港澳客輪碼頭、香港國際機場海天客運碼頭及尖沙咀中國客運碼頭。
另外，噴射飛航和粵通船務在外港客運碼頭、氹仔客運碼頭和內港客運碼頭，有航班往來中國大陸。分別前往深圳市蛇口及深圳機場碼頭、珠海市灣仔口岸及桂山島、中山市中山客運口岸。
澳門的三個主要港口：
- 內港：位於澳門半島的西面，一水道之隔面對珠海市灣仔，為主要的內河航運的碼頭。目前僅有一條航線為澳門內港至珠海灣仔跨境海上客運航線正在營運。
- 外港：即外港客運碼頭，位於澳門半島東面，新口岸水塘對出。
- 北安：即氹仔客運碼頭，位於北安，澳門國際機場旁邊。

### 貨運
- 內港：澳港貨櫃碼頭。

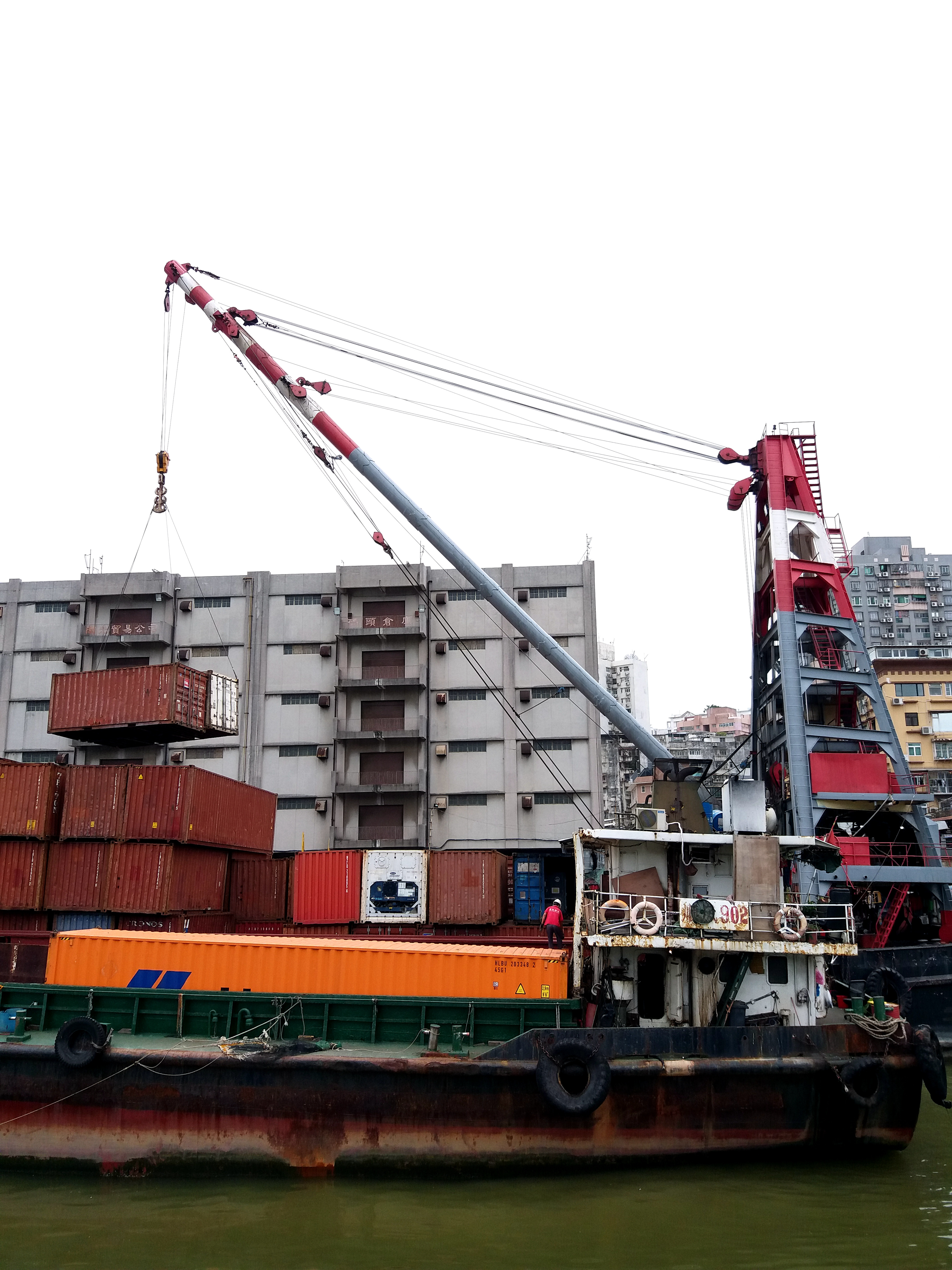
內港一帶的貨船

- 九澳貨櫃碼頭（亦稱深水港）：位於路環島的東北面，為一個深水港，現為澳門貨櫃碼頭的所在地。

## 航空運輸
澳門航空交通主要為飛機及直升機兩種。

### 飛機

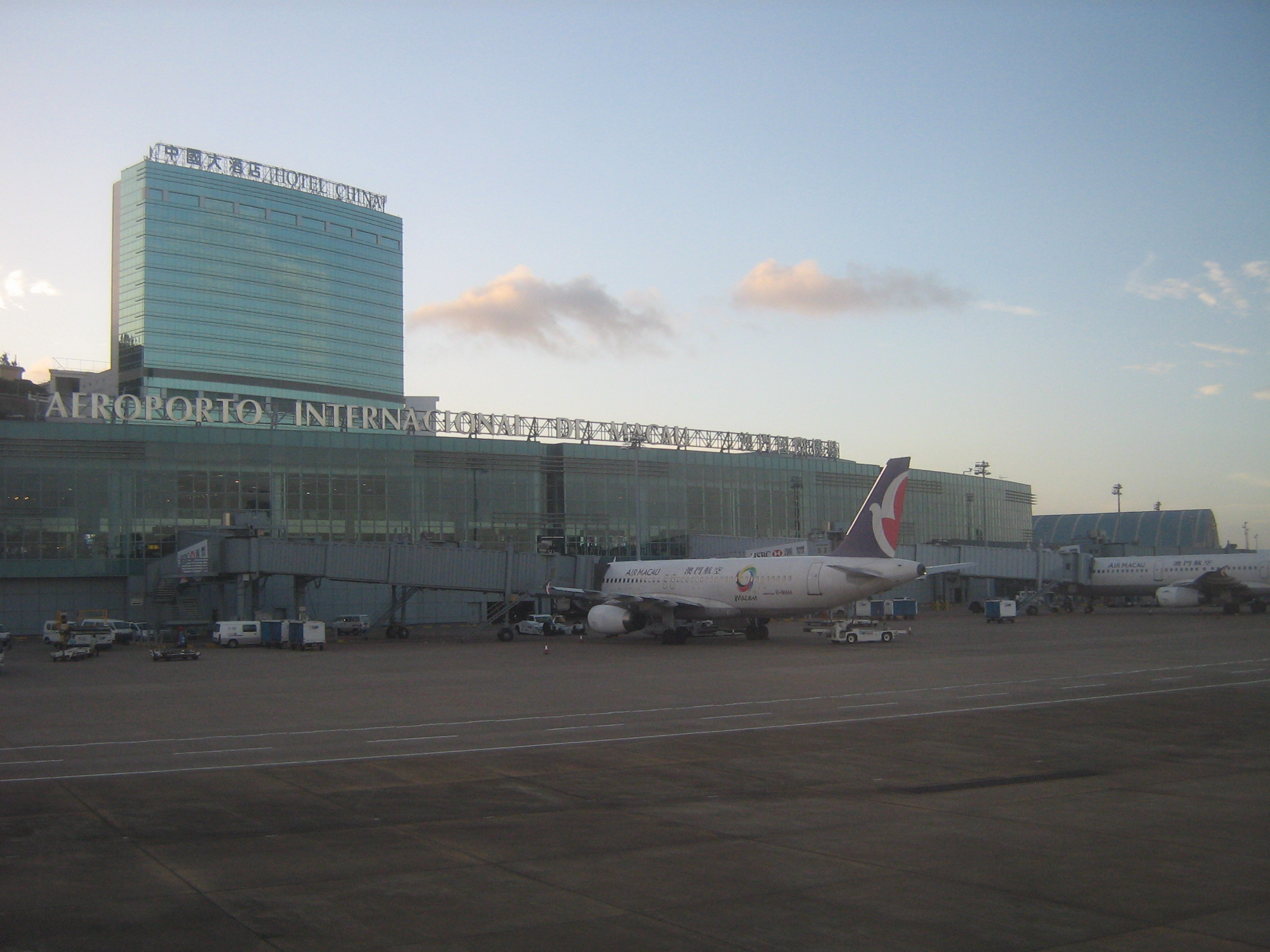
澳門國際機場

澳門國際機場位於氹仔島東面，1995年投入使用，跑道總長3360米。
- 參見 澳門國際機場網頁 （页面存档备份，存于）（英文）（繁體中文）（简体中文）（葡萄牙文）

### 直昇機

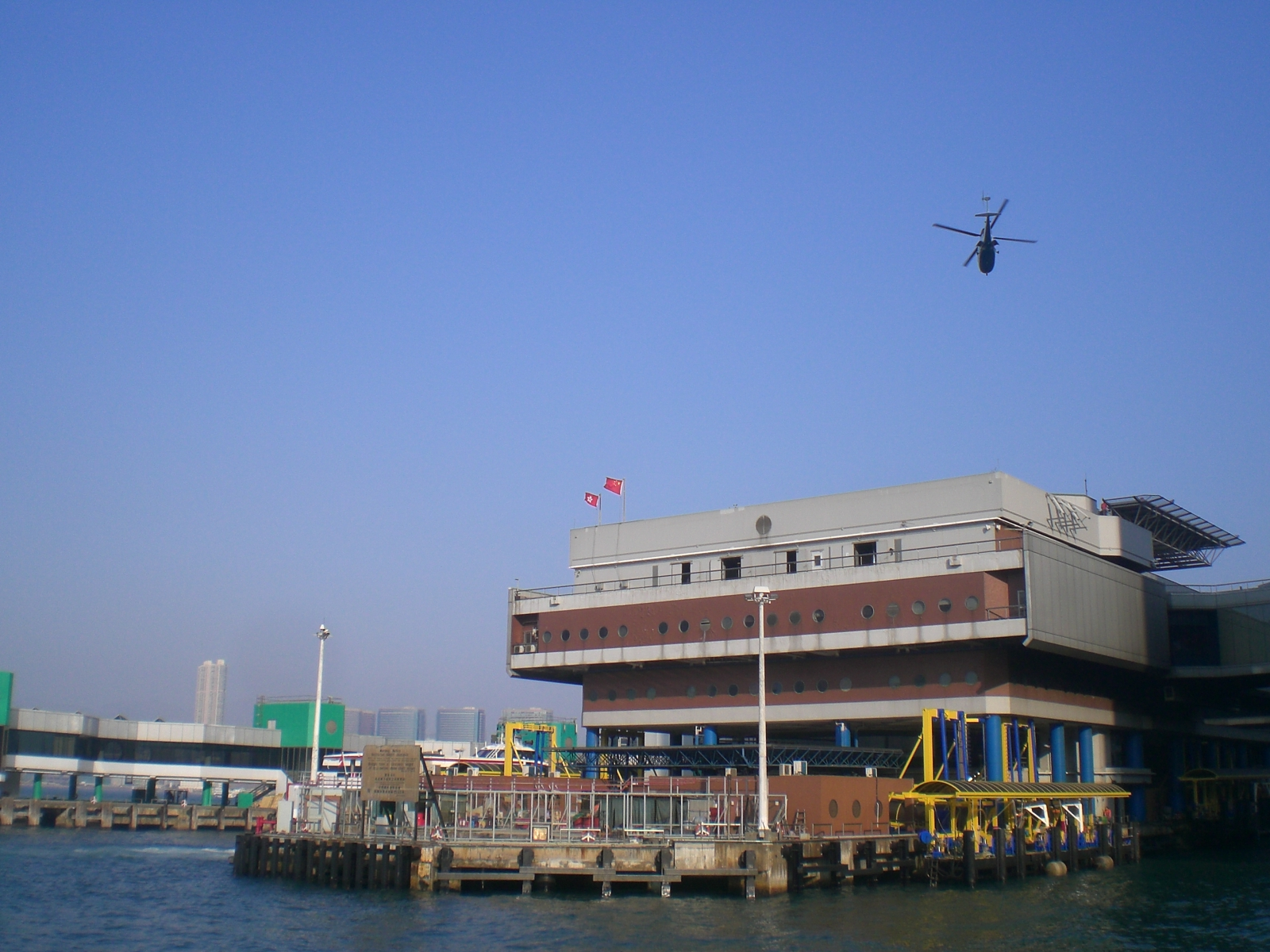
直昇機

由空中快線直昇機有限公司提供服務從澳門外港客運碼頭來往香港上環港澳客輪碼頭和深圳寶安國際機場，航程大約為15至20分鐘。

## 外部連結

### 政府部門
- 澳門特別行政區政府交通事務局網頁 （页面存档备份，存于）
- 澳門特別行政區政府民航局網頁 （页面存档备份，存于）
- 澳門特別行政區政府海事及水務局網頁 （页面存档备份，存于）

### 航空公司
- 澳門航空網頁 （页面存档备份，存于）
- 空中快線網頁 （页面存档备份，存于）

### 船公司
- 噴射飛航網頁 （页面存档备份，存于）
- 金光飛航網頁 （页面存档备份，存于）

### 巴士公司
- 澳門新福利公共汽車有限公司網頁 （页面存档备份，存于）
- 澳門公共汽車有限公司網頁 （页面存档备份，存于）

### 輕軌公司
- 港鐵軌道營運（澳門）一人有限公司網頁 （页面存档备份，存于）
- 澳門輕軌股份有限公司網頁 （页面存档备份，存于）